# 진마사 사상복마
《진마사 사상복마》(중국어: 鎮魔司：四象伏魔)는 2021년 대한민국에서 개봉한 중국의 액션 무협 영화이다.

## 출연진

### 주연
- 장아기: 녕무모 역

### 조연
- 종정균: 소진 역
- 주려람: 하무상 역
- 두강
- 조수